# Roye (Haute-Saône)
Pour les articles homonymes, voir Roye.
Roye est une commune française située dans le département de la Haute-Saône, la région culturelle et historique de Franche-Comté et la région administrative Bourgogne-Franche-Comté.
L'exploitation de granulats entre 1970 et 1998 à profondément marqué le paysage par la création de gravières-étangs et permis la création de vastes espaces de loisirs (pêche et cyclisme).

## Géographie

### Localisation
Roye est située dans le nord-est de la Franche-Comté, dans le département de la Haute-Saône, non loin du Territoire de Belfort et du Doubs. Le territoire communal recouvre 10,37 km2.

### Topographie

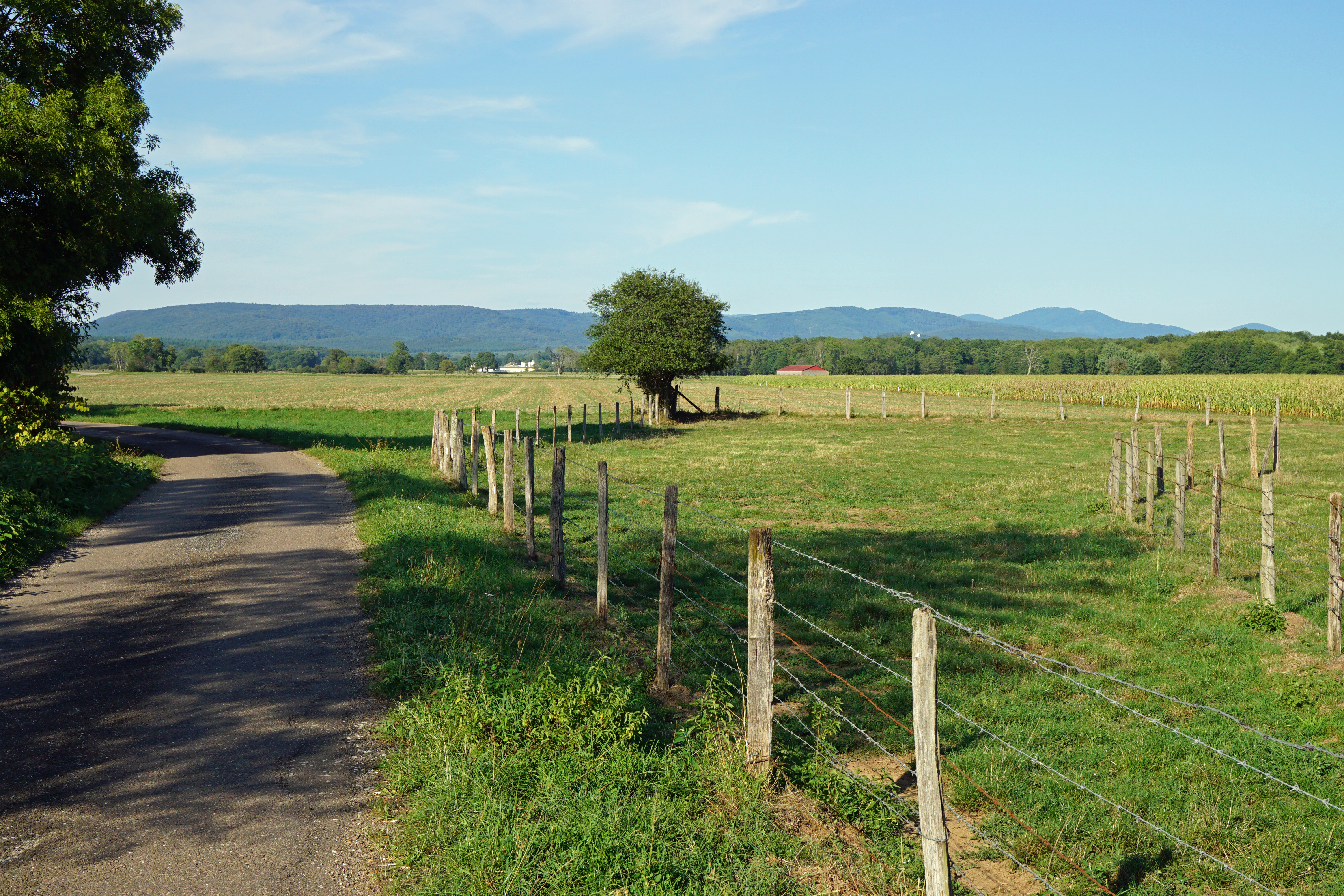
Roye est installée sur une plaine.

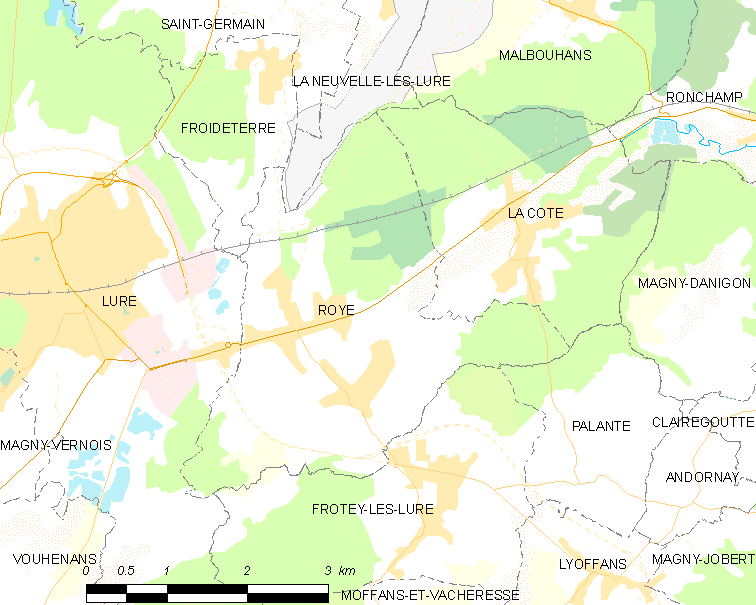
Le territoire communal dans son contexte local.

L’altitude varie de 293 à 333 mètres soit un dénivelé de 40 mètres. Le village s'est installé dans une vaste plaine plane qui devient plus vallonnée vers l'est, vers le nord et l'extrême sud.
Des 321 hectares boisés, 90 sont communaux. 16 hectares de terrain militaire[réf. nécessaire].

### Géologie
Roye est construite sur le plateau de la Haute-Saône dans la dépression sous-vosgienne et s'appuie sur le versant méridional du massif des Vosges. La plaine sur laquelle est établie le village est composée d'alluvions de type fluvioglaciaire qui ont été exploitées comme granulats dans la seconde moitié du XXe siècle,. Le nord du territoire communal repose sur le bassin houiller stéphanien sous-vosgien qui est identifié au lieu-dit la Coulonge, à proximité de l'aérodrome de Malbouhans,.

### Hydrographie
Le Rahin traverse la commune de l'est vers le sud en traversant la plaine plate et en bordant le village. L'Ognon s'écoule au nord-ouest et sert parfois de limite administrative avec Froideterre et Lure. Tout à l'ouest du territoire communal s'écoule le ruisseau des Prés Besançon. Il rejoint le Rahin au sud du village qui se jette lui même dans l'Ognon, affluent de la Saône.
Plusieurs petit étangs existent au nord-ouest du territoire communal. D'autres étangs plus importants et nombreux sont établis au sud-ouest du territoire. Il s'agit d'anciennes gravières-sablières créées entre 1970 et 1998 par l'exploitation des granulats. ils sont inondées par de la nappe phréatique qui affleure dans la plaine plane de Roye,,.

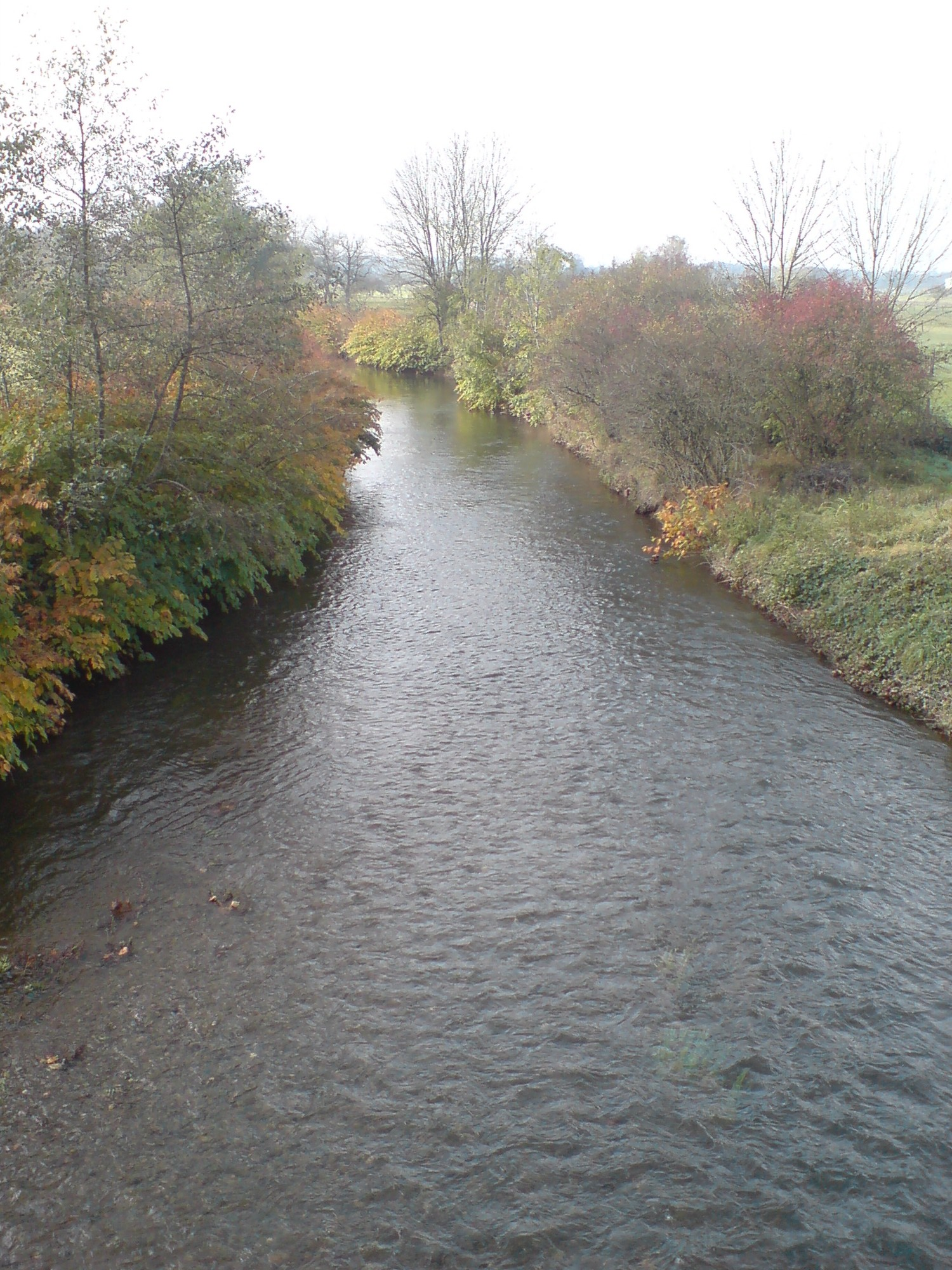
Le Rahin à Roye.
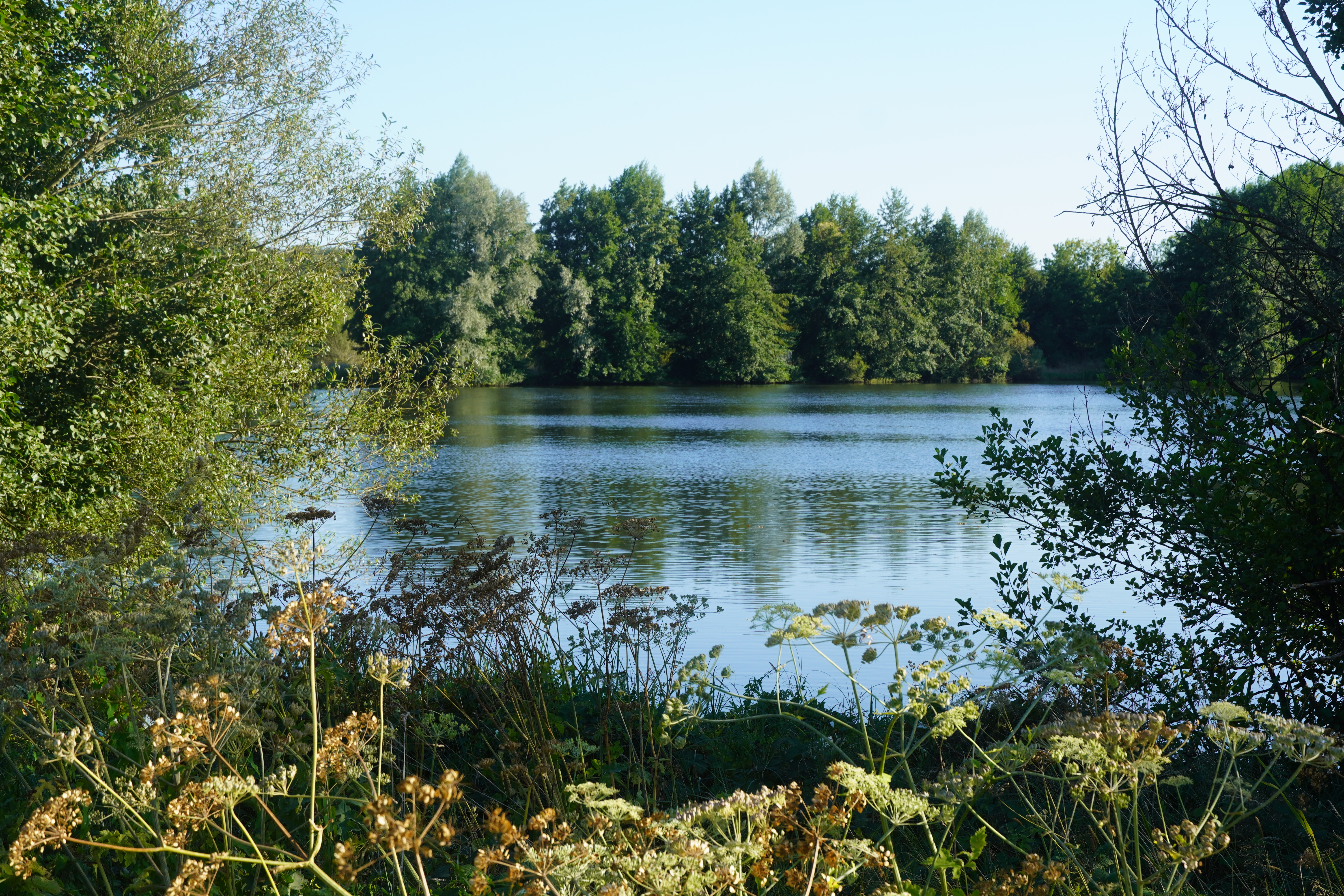
Étang des anciennes gravières.
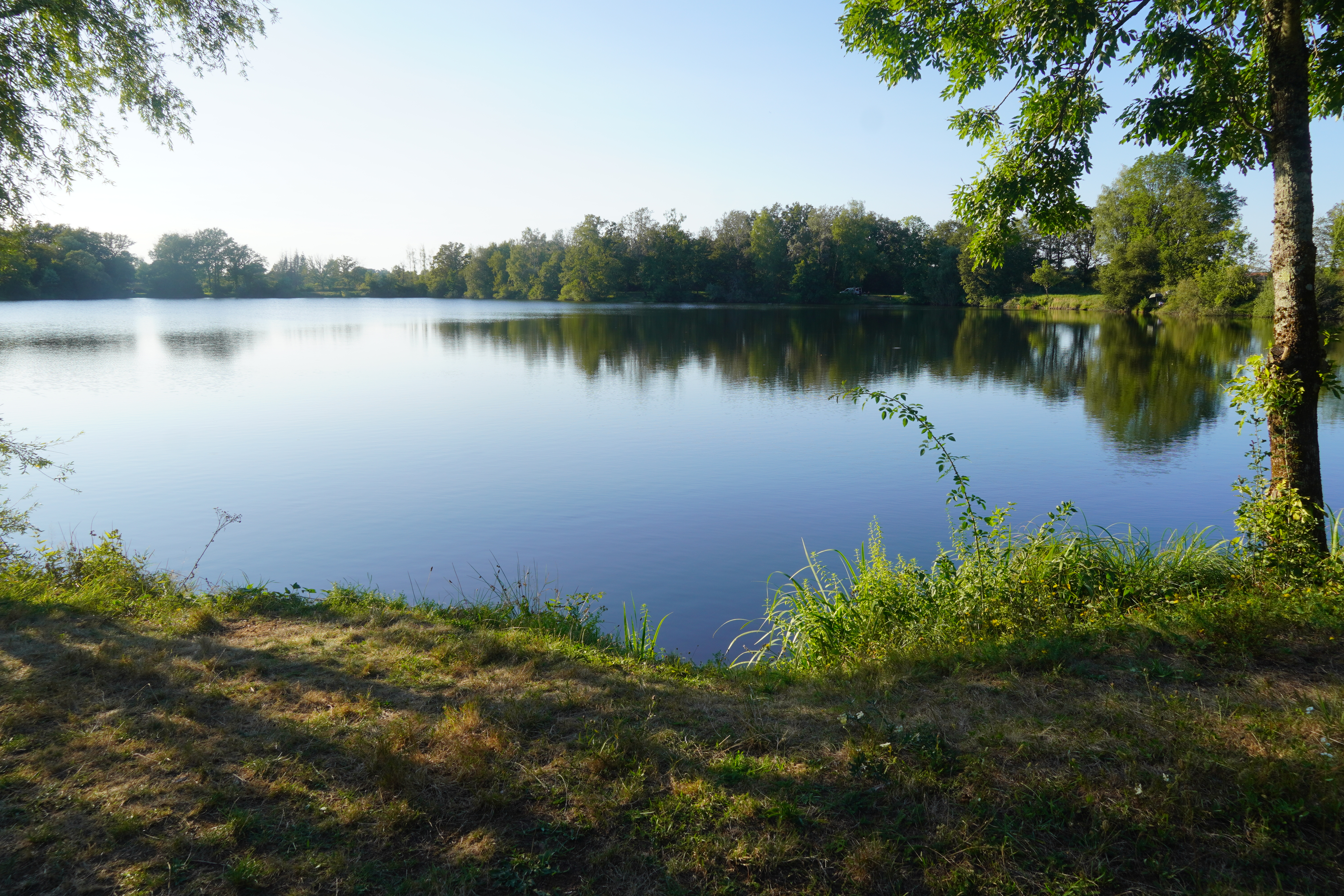
Autre étangs des gavières-sablières.

### Climat
Pour des articles plus généraux, voir Climat de la Bourgogne-Franche-Comté et Climat de la Haute-Saône.
En 2010, le climat de la commune est de type climat de montagne, selon une étude du Centre national de la recherche scientifique s'appuyant sur une série de données couvrant la période 1971-2000. En 2020, Météo-France publie une typologie des climats de la France métropolitaine dans laquelle la commune est exposée à un climat semi-continental et est dans la région climatique  Lorraine, plateau de Langres, Morvan, caractérisée par un hiver rude (1,5 °C), des vents modérés et des brouillards fréquents en automne et hiver. 
Pour la période 1971-2000, la température annuelle moyenne est de 10,1 °C, avec une amplitude thermique annuelle de 17,2 °C. Le cumul annuel moyen de précipitations est de 1 210 mm, avec 13,1 jours de précipitations en janvier et 10,4 jours en juillet. Pour la période 1991-2020, la température moyenne annuelle observée sur la station météorologique de Météo-France la plus proche, « Étobon », sur la commune d'Étobon à 10 km à vol d'oiseau, est de 10,7 °C et le cumul annuel moyen de précipitations est de 1 272,5 mm. 
La température maximale relevée sur cette station est de 38,5 °C, atteinte le 24 juillet 2019 ; la température minimale est de −18 °C, atteinte le 1er mars 2005,,. 
Les paramètres climatiques de la commune ont été estimés pour le milieu du siècle (2041-2070) selon différents scénarios d'émission de gaz à effet de serre à partir des nouvelles projections climatiques de référence DRIAS-2020. Ils sont consultables sur un site dédié publié par Météo-France en novembre 2022.

### Voies de communication et transports
Il y a un axe majeur qui est la RD 619 qui traverse Roye dans toute sa longueur et qui relie Lure à Belfort, c'est l'axe le plus emprunté de la ville car de nombreuses personnes font le déplacement chaque jour que ce soit pour se rendre à leur domicile comme à leur travail ou bien par simple loisir.

## Urbanisme

### Typologie
Au 1er janvier 2024, Roye est catégorisée bourg rural, selon la nouvelle grille communale de densité à sept niveaux définie par l'Insee en 2022.
Elle appartient à l'unité urbaine de Lure, une agglomération intra-départementale regroupant quatre  communes, dont elle est une commune de la banlieue,,. Par ailleurs la commune fait partie de l'aire d'attraction de Lure, dont elle est une commune de la couronne,. Cette aire, qui regroupe 33 communes, est catégorisée dans les aires de moins de 50 000 habitants,.

### Occupation des sols
L'occupation des sols de la commune, telle qu'elle ressort de la base de données européenne d’occupation biophysique des sols Corine Land Cover (CLC), est marquée par l'importance des territoires agricoles (41,3 % en 2018), en diminution par rapport à 1990 (48,3 %). La répartition détaillée en 2018 est la suivante : 
forêts (36,1 %), zones agricoles hétérogènes (19,6 %), prairies (15,5 %), zones urbanisées (14,5 %), eaux continentales (7,8 %), terres arables (6,2 %), zones industrielles ou commerciales et réseaux de communication (0,4 %). L'évolution de l’occupation des sols de la commune et de ses infrastructures peut être observée sur les différentes représentations cartographiques du territoire : la carte de Cassini (XVIIIe siècle), la carte d'état-major (1820-1866) et les cartes ou photos aériennes de l'IGN pour la période actuelle (1950 à aujourd'hui).

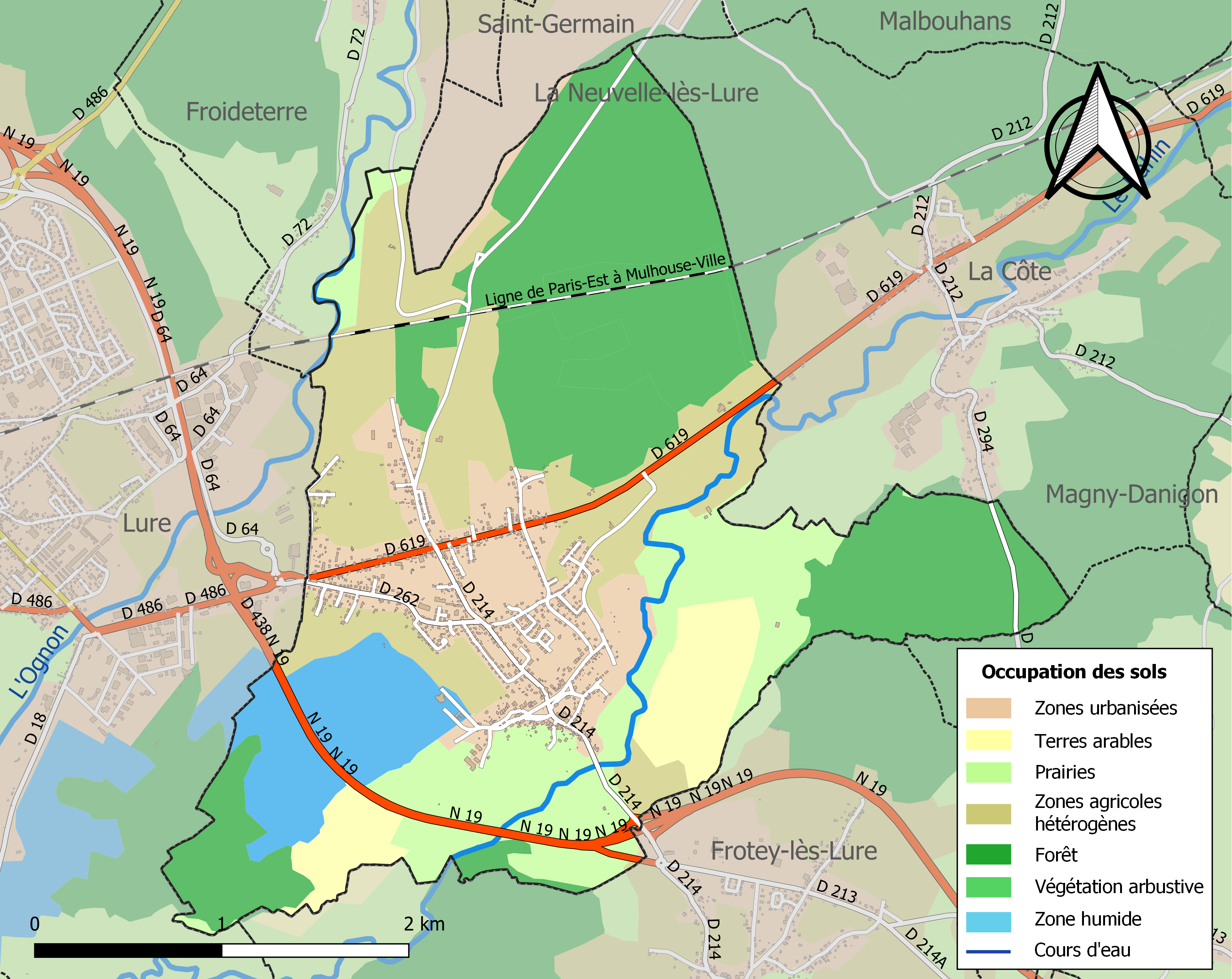
Carte des infrastructures et de l'occupation des sols de la commune en 2018 (CLC).

### Projet d'aménagement et paysage
La commune fait partie du plan local d'urbanisme intercommunal (PLUi) de la communauté de communes du pays de Lure (CCPL), document d'urbanisme de référence pour la commune et toute l'intercommunalité approuvé le 26 juin 2018. Roye fait également partie du SCOT du pays des Vosges saônoises, un projet de territoire visant à mettre en cohérence l'ensemble des politiques sectorielles, notamment en matière d’habitat, de mobilité, d’aménagement commercial, d’environnement et de paysage.

## Toponymie

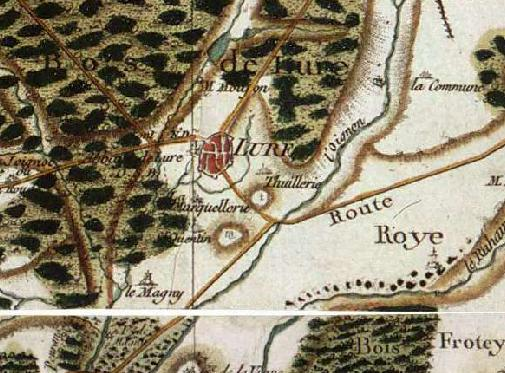
Carte de Lure et ses environs par Cassini (XVIIIe siècle).

De 1134 à 1161, le petit village avait pour nom Roa, Roha en 1187, Rhoa en 1275 et Roye en 1431. Le nom est issu du mot de l'ancien français roie/roye qui désignait un ruisseau ou un cours d'eau créé par l'homme. Ce nom est lui-même issu du gaulois rica qui se traduit par fossé, sillon.

## Histoire
Roye compte 28 morts pour la Première Guerre mondiale, et dix pour la Seconde Guerre mondiale.

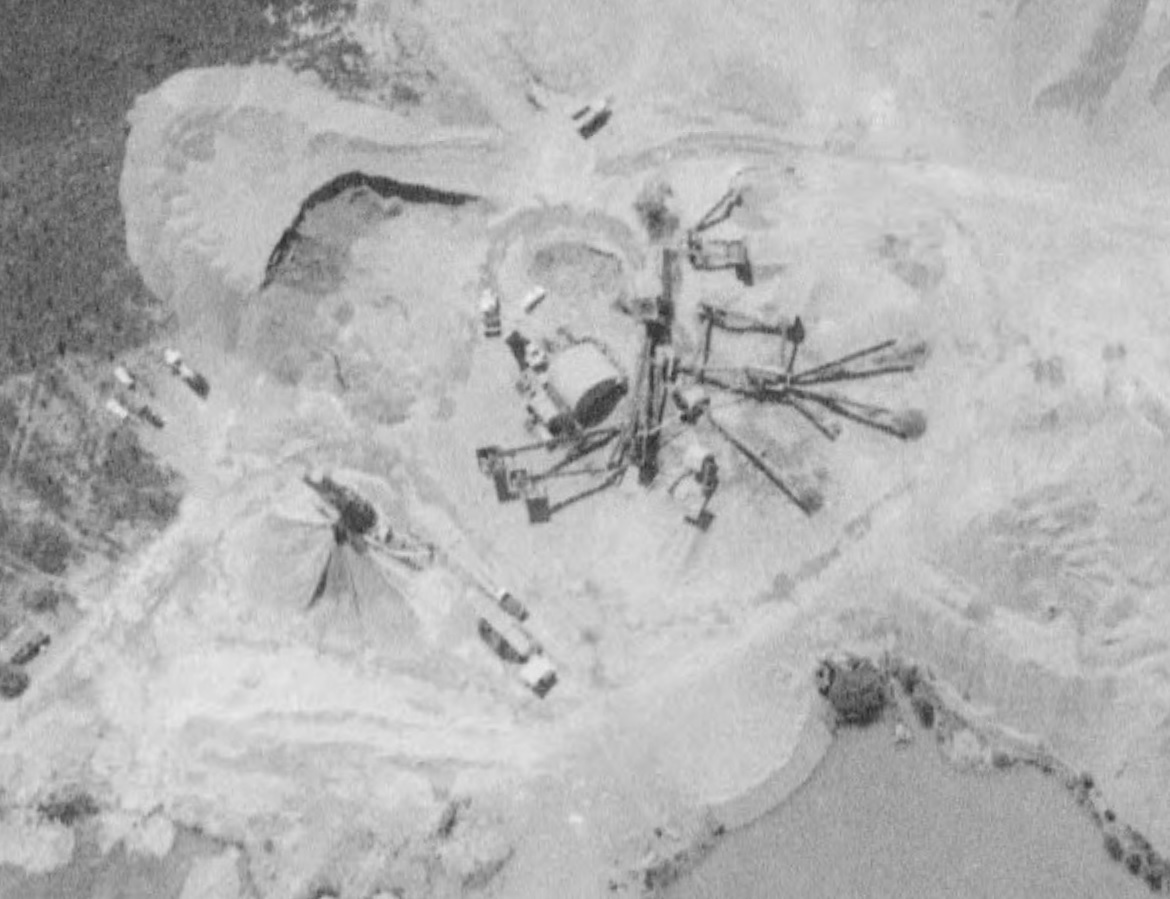
La sablière de Roye en 1981.

Des granulats de type alluvionnaires sont exploités à Lure de 1940 à 2018 et sur le territoire communal de Roye entre 1970 et 1998,. Après ces dates, seule l'activité de traitement (criblage, lavage et concassage) subsiste à Lure jusqu'en 2024 et au-delà à Roye. L'activité extractive s'est déplacée dans le village voisin de Saint-Germain en 1998,.
L'aérodrome de Lure - Malbouhans (qui empiète sur le territoire communal) a servi entre les années 1950 et 1998 (guerre froide) d'annexe de désserrement de la BA 116 Luxeuil-Saint-Sauveur.

## Politique et administration

### Rattachements administratifs et électoraux

Carte départementale représentant en rouge la communauté de communes du Pays de Lure.

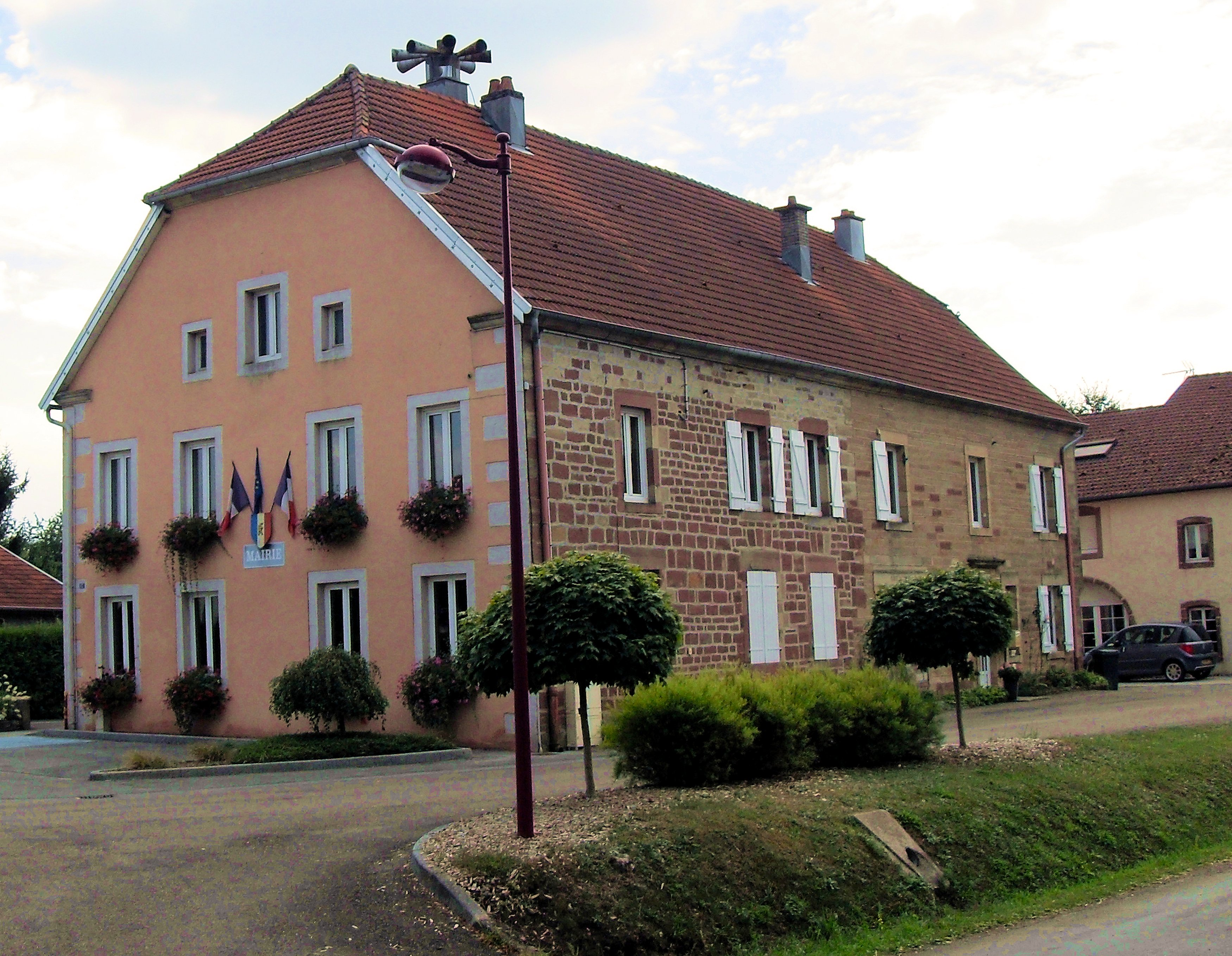
La mairie de Roye.

La commune fait partie de l'arrondissement de Lure du département de la Haute-Saône. Pour l'élection des députés, elle fait partie de la deuxième circonscription de la Haute-Saône.
Elle faisait partie de 1801 à 1985 du canton de Lure.  Celui-ci a été scindé par le décret du 31 janvier 1985 et la commune rattachée au canton de Lure-Sud. Dans le cadre du redécoupage cantonal de 2014 en France, la commune fait désormais partie du canton de Lure-2.
La commune de Magny-Jobert fait  partie du ressort du tribunal d'instance, du conseil de prud'hommes et du tribunal paritaire des baux ruraux de Lure, du tribunal de grande instance, du tribunal de commerce et de la cour d'assises de Vesoul, du tribunal des affaires de Sécurité sociale du Territoire de Belfort et de la cour d'appel de Besançon.
Dans l'ordre administratif, elle relève du tribunal administratif de Besançon et de la cour administrative d'appel de Nancy,.

### Intercommunalité
La commune fait partie de la communauté de communes du pays de Lure (CCPL), intercommunalité créée en 1998 et dont le territoire est progressivement passé de 8 communes à l'origine à 24 communes en 2016.

### Liste des maires
| Période                                  | Période                   | Identité           | Étiquette | Qualité |
| ---------------------------------------- | ------------------------- | ------------------ | --------- | --- |
| Les données manquantes sont à compléter. |                           |                    |           | |
|                                          | 1997                      | Jean-Pierre Thomas |           | Décédé en fonction |
| 1997                                     | mars 2014                 | Jean Rota          | DVG       | Président de la CC Pays de Lure (1999 → 2014) |
| mars 2014,                               | En cours (au 29 mai 2020) | Bernard Piquard    | PS        | Retraité d’un poste de direction sur un site de production Vice-président de la CC du Pays de Lure (2020 → ) Conseiller départemental depuis 2021 Réélu pour le mandat 2020-2026 |

## Population et société

### Évolution démographique
En 1614, 52 ménages étaient recensés.
L'évolution du nombre d'habitants est connue à travers les recensements de la population effectués dans la commune depuis 1793. Pour les communes de moins de 10 000 habitants, une enquête de recensement portant sur toute la population est réalisée tous les cinq ans, les populations de référence des années intermédiaires étant quant à elles estimées par interpolation ou extrapolation. Pour la commune, le premier recensement exhaustif entrant dans le cadre du nouveau dispositif a été réalisé en 2005.

En 2022, la commune comptait 1 486 habitants, en évolution de −5,35 % par rapport à 2016 (Haute-Saône : −1,4 %, France hors Mayotte : +2,11 %).
| 1793 | 1800 | 1806 | 1821 | 1831 | 1836 | 1841 | 1846 | 1851 |
| ---- | ---- | ---- | ---- | ---- | ---- | ---- | ---- | ---- |
| 514  | 533  | 445  | 760  | 800  | 803  | 731  | 760  | 816  |

| 1856 | 1861 | 1866 | 1872 | 1876 | 1881 | 1886 | 1891 | 1896 |
| ---- | ---- | ---- | ---- | ---- | ---- | ---- | ---- | ---- |
| 733  | 718  | 682  | 642  | 659  | 655  | 623  | 618  | 620  |

| 1901 | 1906 | 1911 | 1921 | 1926 | 1931 | 1936 | 1946 | 1954 |
| ---- | ---- | ---- | ---- | ---- | ---- | ---- | ---- | ---- |
| 589  | 581  | 597  | 548  | 566  | 538  | 512  | 504  | 498  |

| 1962 | 1968 | 1975 | 1982  | 1990  | 1999  | 2005  | 2006  | 2010  |
| ---- | ---- | ---- | ----- | ----- | ----- | ----- | ----- | ----- |
| 704  | 786  | 918  | 1 028 | 1 176 | 1 127 | 1 219 | 1 236 | 1 345 |

| 2015  | 2020  | 2022  | - | - | - | - | - | - |
| ----- | ----- | ----- | - | - | - | - | - | - |
| 1 520 | 1 480 | 1 486 | - | - | - | - | - | - |

### Enseignement
De manière générale, Roye dépend de l'académie de Besançon et dispose d'une école primaire.
Pour les niveaux de scolarisation des collégiens et des lycéens, les collèges de Lure et le lycée G-Colomb sont les établissements privilégiés.

### Santé

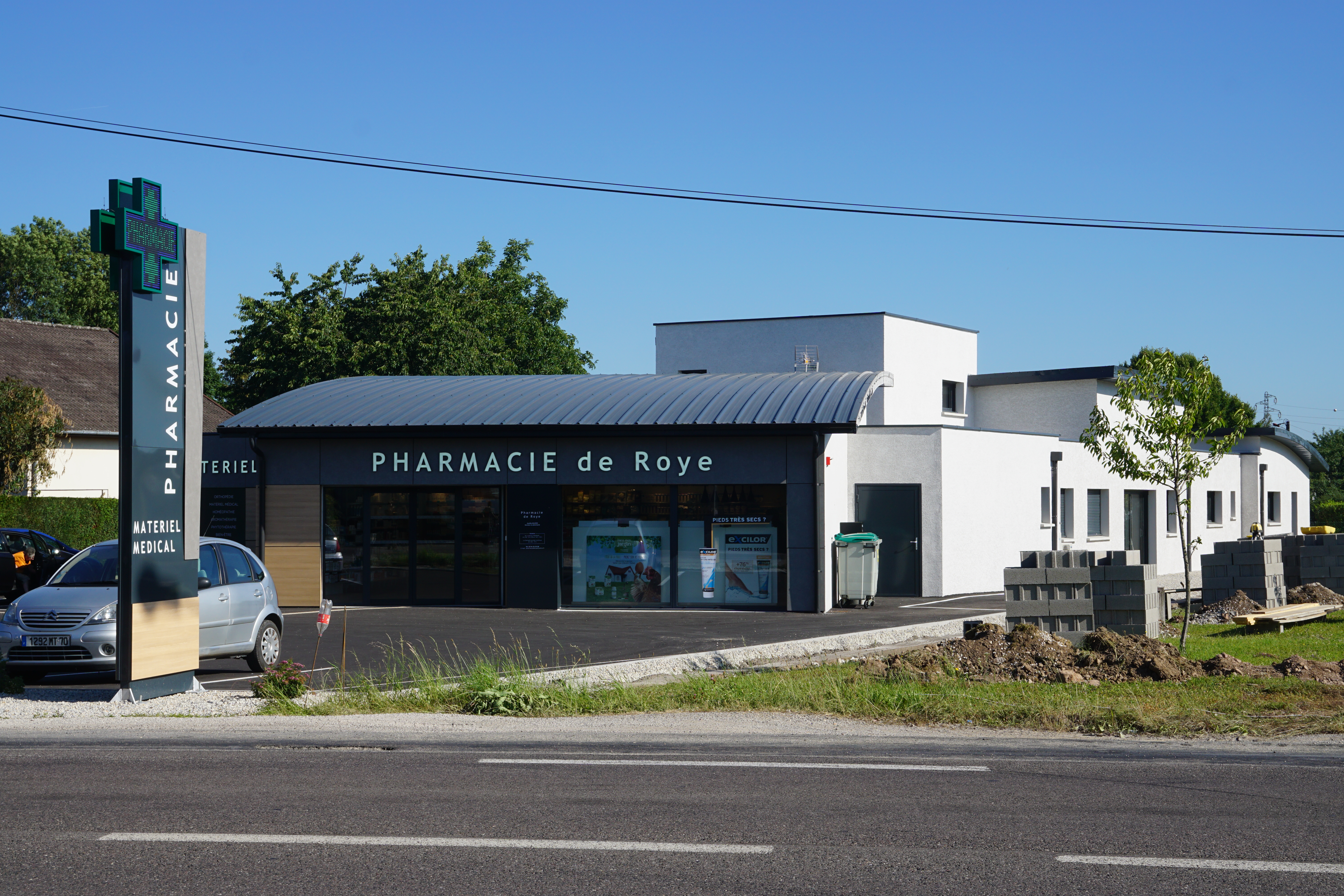
La pharmacie et le pôle de santé.

Un pôle de santé ouvre en 2018. L'hôpital le plus proche étant celui de Lure, de plus en plus désinvestis par les services publics au profit de celui de Vesoul ou de l'hôpital Nord Franche-Comté, implanté à mi-chemin entre Belfort et Montbéliard, à Trévenans.

### Services
Hormis les services assurés par la mairie, la commune n'a aucun service public sur son territoire. L'ensemble des services publics sont disponibles à Lure, qui concentre le Pôle emploi, EDF, les impôts, la justice ou la bibliothèque, médiathèque et espace culturels.
Les autres services publics sont disponibles à Lure, où l'on trouve notamment la sous-préfecture, les services sociaux locaux du conseil départemental et une de ses antennes techniques routières, Pôle emploi, EDF, les services fiscaux et cadastraux et un tribunal d'instance.

### Sport
La ville dispose d'un stade d'honneur de football où s’entraînent les seniors ainsi que les U19 le mardi soir et les U18 le mercredi après-midi par Daniel Belloc (horaire variant), l'équipe est nommée groupement Vallée de L'ognon. C'est la seule activité sportive de la ville.

### Cultes

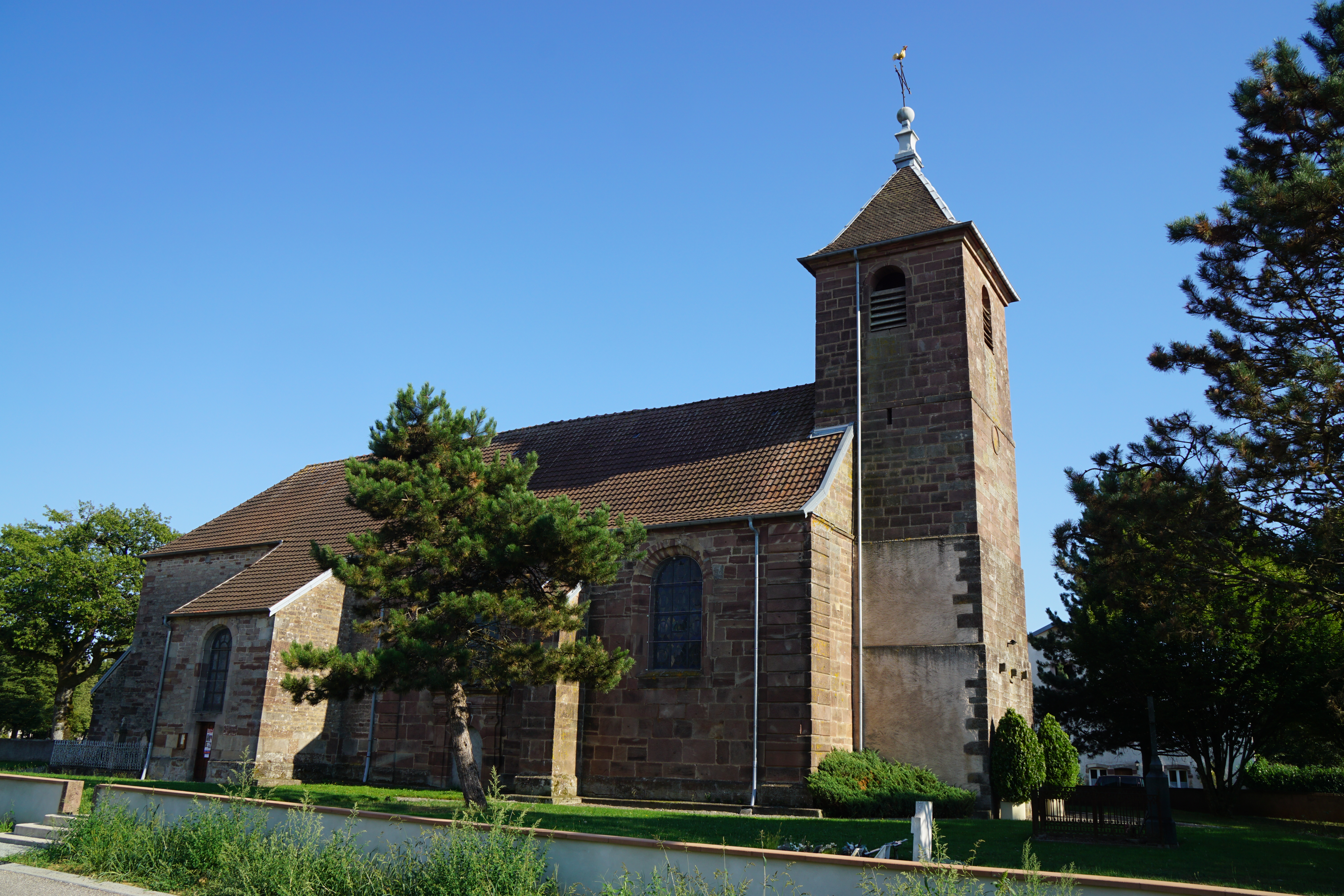
L'église Saint-Hippolyte.

Le village dispose d'une église catholique, consacré à saint Hippolyte.

### Manifestations culturelles et festivités
Le vide-grenier annuel a pris de l'importance. Il est assez connu (toujours organisé au mois de juin). Plus de 180 exposants chaque année.
Un centre culturel et festif est construit en lieu et place de l'ancienne salle polyvalente à partir de 2018. L'ensemble de 900 m2 comprend une salle de spectacle, une bibliothèque, une salle de réunion et une salle de classe.

## Économie

### Granulats
- Sablière des Cloyes, Lure (Bellefleur, GDFC).
- Sablière de la Saline, Lure (Choix).
- Sablière de Roye (Cachot, Orsa GFC, Holcim, GDFC).
- Bande transporteuse Lure-La Saline – Roye.
- Voie ferré SNCF Paris-Mulhouse.
- Limites communales.
- Ancien plan d'eau (gravières).
- Plan d'eau (gravières).
- Forêts
- Zones urbanisées.

Carte des gravières de Lure et de Roye.
Sablière des Cloyes, Lure (Bellefleur, GDFC).
Sablière de la Saline, Lure (Choix).
Sablière de Roye (Cachot, Orsa GFC, Holcim, GDFC).
Plan d'eau (gravières).
Forêts
Zones urbanisées.
Plateforme de traitement.

La sablière de Roye, qui exploitait des granulats dans les étangs-gravières sur cette commune de 1970 à 1998, empiète sur la commune de Lure vers 1990. Elle reprend l'exploitation de 1998 à 2018 d'un étang délaissé par les anciennes sablières Gaston Choix et Cie (zone de La Saline) depuis 1970 (l'étang Mollet) qui est entièrement situé à Lure. Une bande transporteuse (ou convoyeur), qui atteindra sa longueur maximale (2,7 km) au milieu des années 2000, est alors utilisée pour acheminer les granulats brut de l'étang vers la plateforme de traitement restée à Roye où les matériaux sont criblés, lavés et concassés. Devenue inutile en 2018 avec la fin de l'exploitation, de l'étang Mollet, elle est démontée en 2021 et remplacée par une voie verte en 2023,,.

L'ancien convoyeur à bande en 2019.
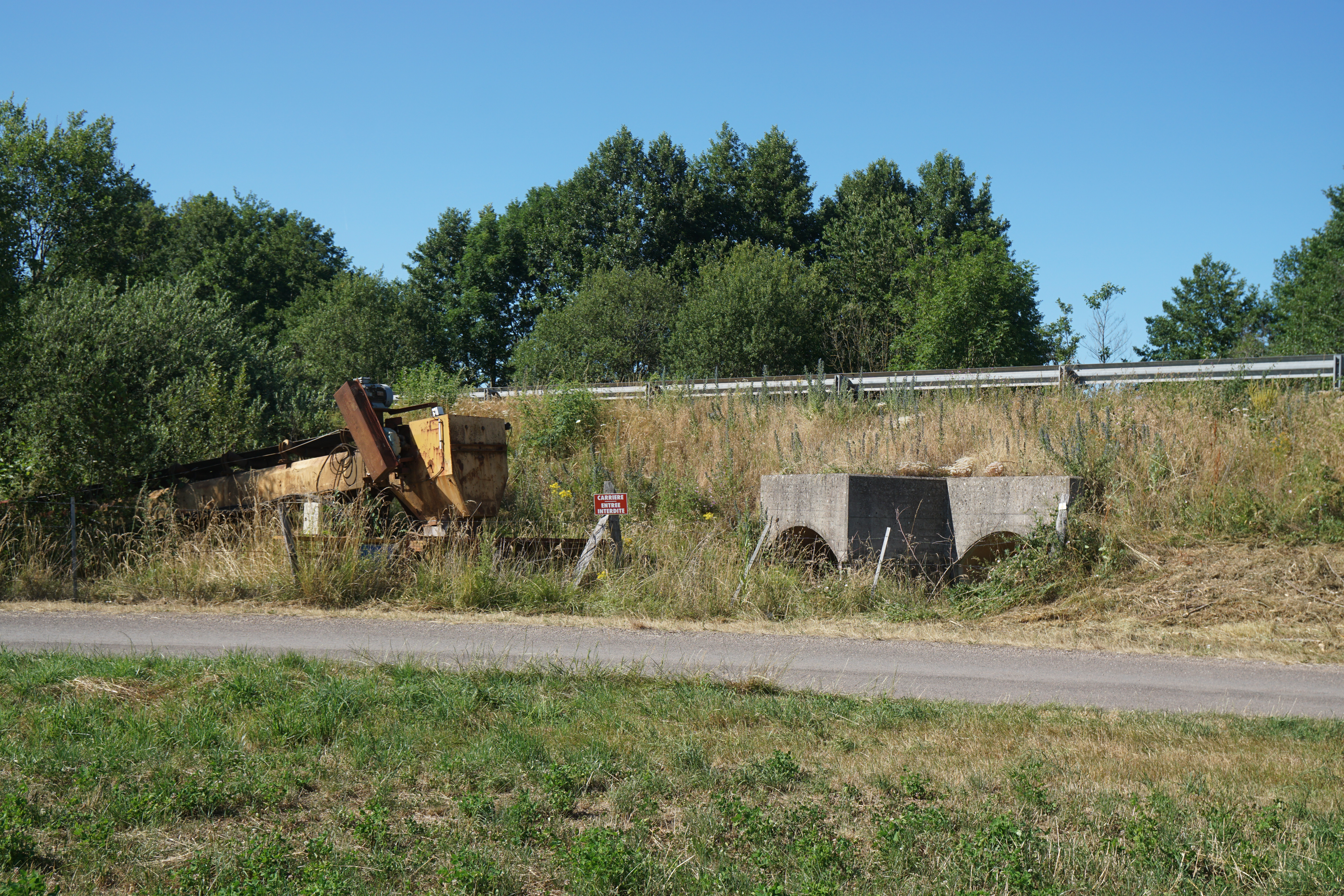
Passage sous la RN19, à Roye.
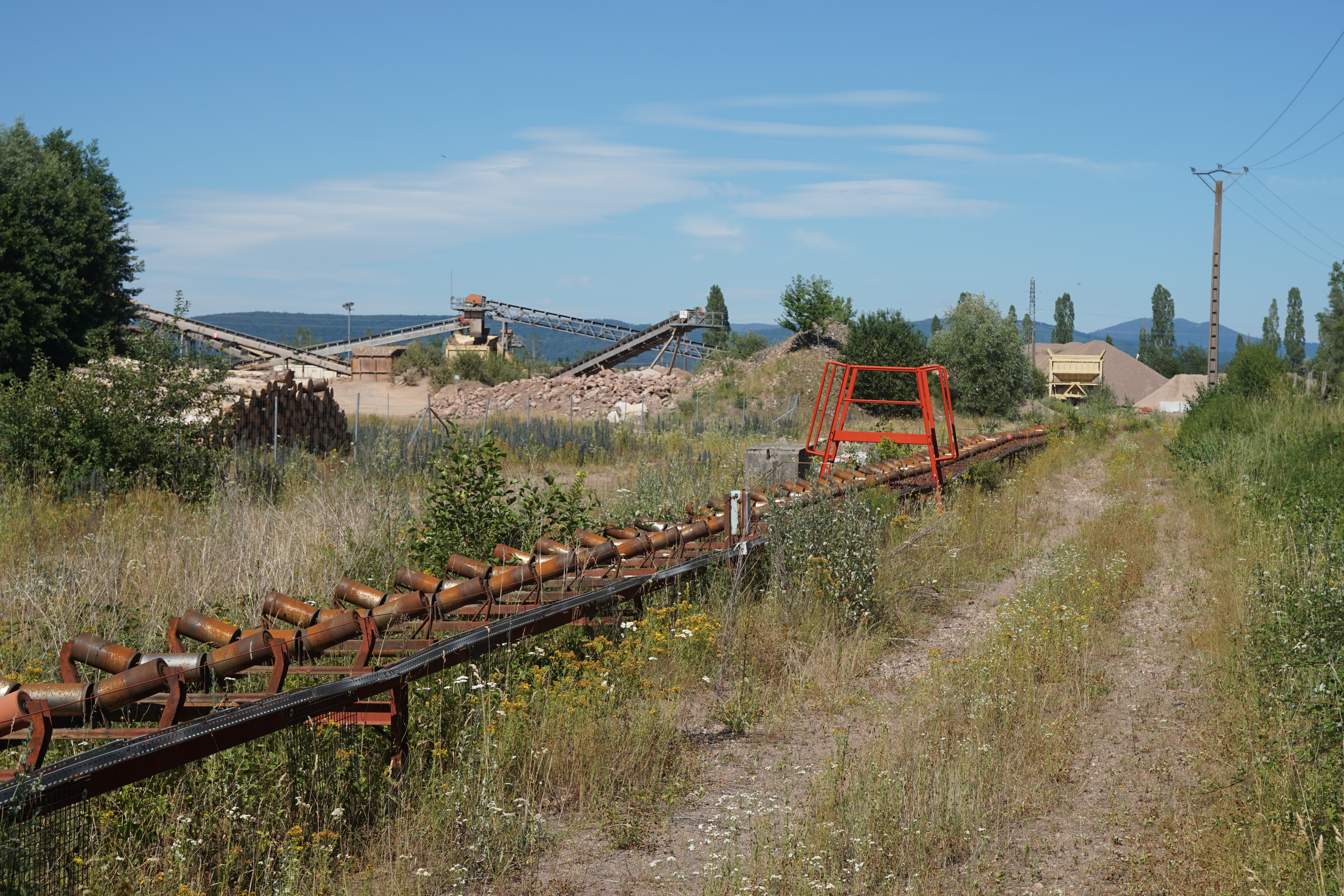
Arrivée à la plateforme de traitement de Roye.

La sablière de Roye, gérée par la société des sablières Georges Cachot (dont le siège est à Mersuay en Haute-Saône,) de sa création jusqu'en 1994 puis par Orsa Granulats Franche-Comté entre 1994 et 2003. Elle produit du granulat de classe B (qualité supérieure utilisable notamment pour l'enrobé des routes à fort trafic),,,.

Les équipements de la sablière de Roye en 2019.
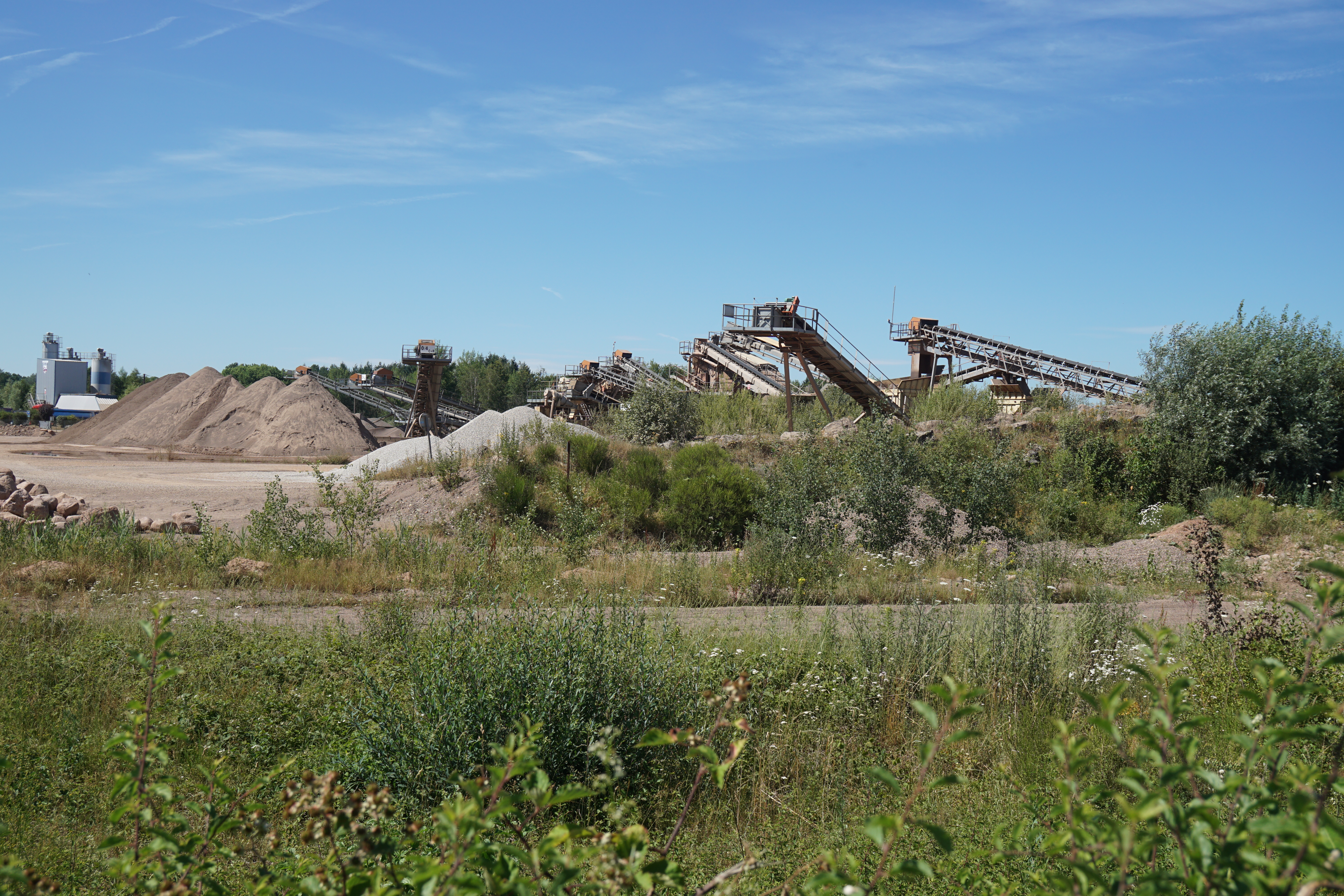
La plateforme de traitement et la centrale à béton tout à gauche.
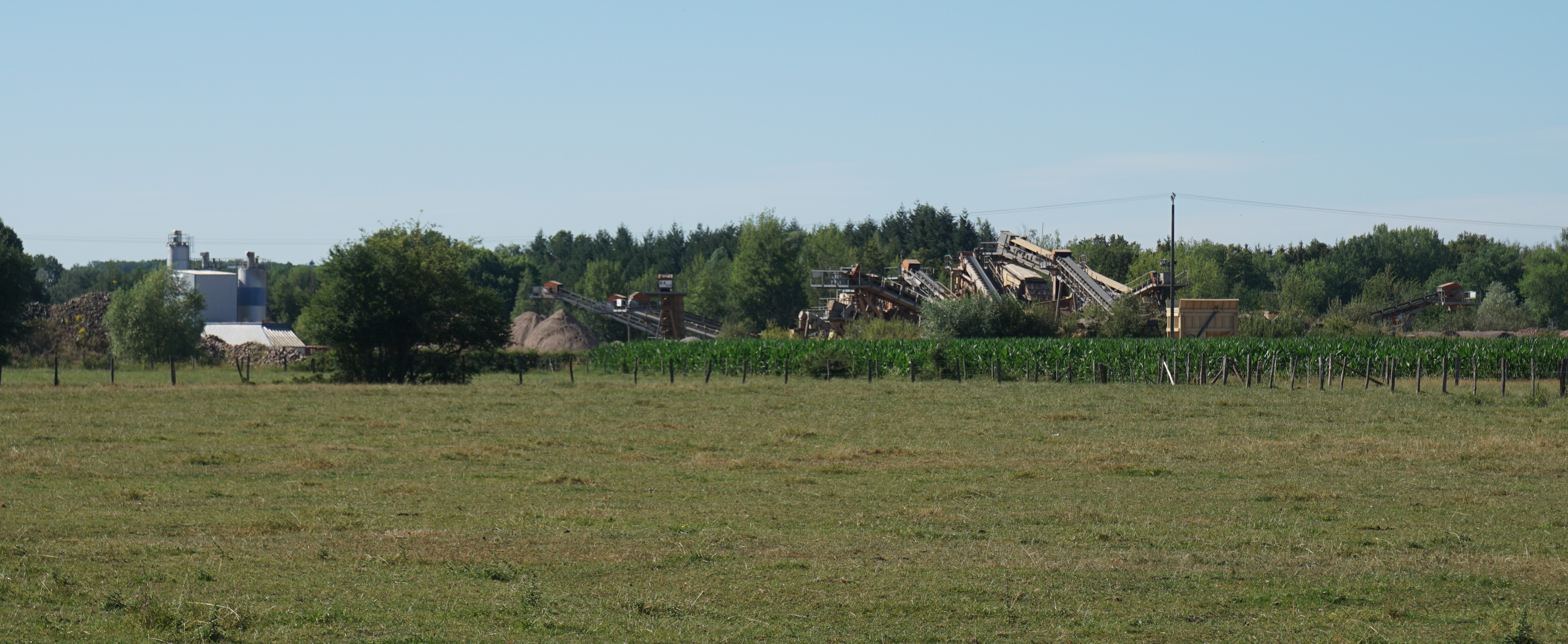
Vue générale éloignée.

- Sablière des Cloyes, Lure (Bellefleur, GDFC).
- Sablière de la Saline, Lure (Choix).
- Sablière de Roye (Cachot, Orsa GFC, Holcim, GDFC).
- Zones urbanisées.
- Limites communales.

Carte des gravières du pays de Lure.
Sablière des Cloyes, Lure (Bellefleur, GDFC).
Sablière de la Saline, Lure (Choix).
Sablière de Roye (Cachot, Orsa GFC, Holcim, GDFC).
Zones urbanisées.
Plateforme de traitement.
Site d'extraction.

En 2003, la sablière (équipée d'une centrale à béton et certifiée CE2+) est la propriété du groupe suisse Holcim, 3e producteur mondial de ciment,, qui a absorbé les anciennes sablières Gaston Choix et Cie en 2003. En 2007, l'exploitation est confiée à la société GDFC (granulats de Franche-Comté), filiale locale d'Holcim. En 2015, Holcim France devient Equiom en passant sous le contrôle de la société irlandaise Cement Roadstone Holdings (CRH).
GDFC exploite à partir de 2016 la sablière du Bourset à Saint-Germain ; conjointement avec la société des sablières Bellefleur de Lure avant de prendre le contrôle total de l'exploitation en 2018 ; avec une autorisation courant jusqu'en 2040. Les matériaux sont toujours traités sur les deux sites de Lure (anciennement Bellefleur) et Roye. Ils sont transportés par camion sur une distance de 7 km. La production moyenne annuelle s'élève à 150 000 t/an après 2016 avec un maximum autorisé de 170 000 t/an. Toutefois, cela ne suffit pas alimenter les deux sites de traitements qui réclament 255 000 t/an. Ce manque doit être compensé par d'autres moyens d'approvisionnement, notamment des carrières de roches massives éruptives,.

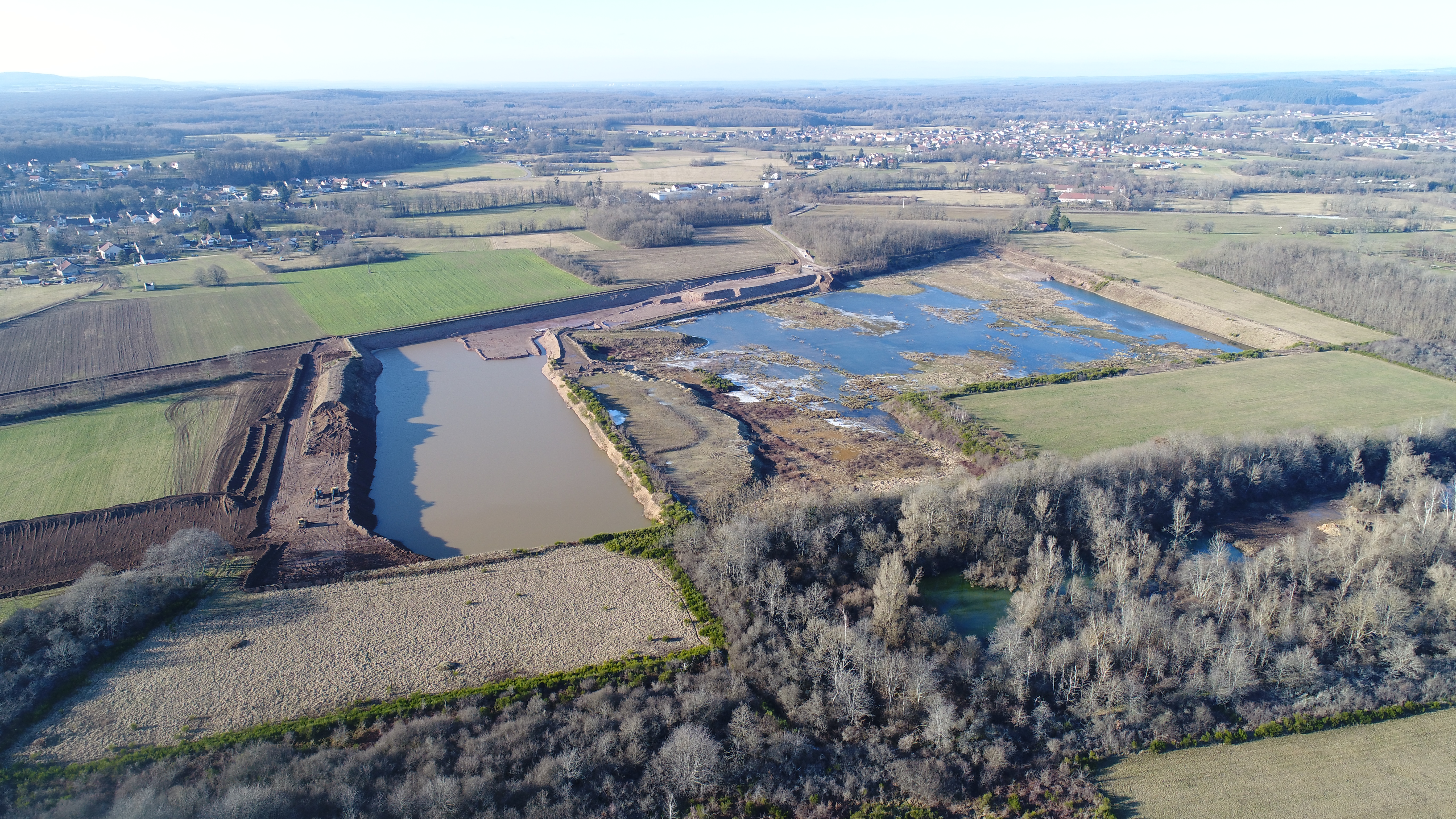
Le sablière du Bourset (GDFC) à Saint-Germain, en 2022.

Au second semestre 2024, la plateforme de traitement de Roye est améliorée et modernisée afin de concentrer toute l'activité de traitement-vente après la fermeture de celle de Lure dont elle récupère quelques éléments techniques.

### Énergie
En 2025, un projet mené conjointement par Altergie Développement et TotalEnergies Renouvelables France prévois la création de la première centrale photovoltaïque flottante de Haute-Saône sur une ancienne gravière à cheval sur les deux communes de Lure et Roye. Composée de 8 640 panneaux et occupant 2,8 hectares ; sa puissance maximale s'élève à 4,99 MWc. Elle permettrait de couvrir la consommation électrique de 3 200 habitants hors chauffage, soit 15 % des foyers de la communauté de communes du pays de Lure.

### Emplois extérieurs
Le village dépendant économiquement des deux centres urbains de Lure et de l'agglomération d'Héricourt-Montbéliard. Ces deux pôles offrent de nombreux emplois et sont rapidement accessibles par une voie expresse passant dans ces axes à proximité de Roye.

## Culture locale et patrimoine

### Lieux et monuments
- L'église du village ;
- le monument aux morts :
- le centre du village avec le ruisseau d'herbe et de fleurs ;
- les étangs issu des anciennes gravières-sablières et les sentiers du Sémé, lieux de pêche et de promenade[9],[10] ;
- l'aérodrome de Lure - Malbouhans, situé au nord du territoire communal ;
- l'ancienne gare des chemins de fer vicinaux de la Haute-Saône[54].

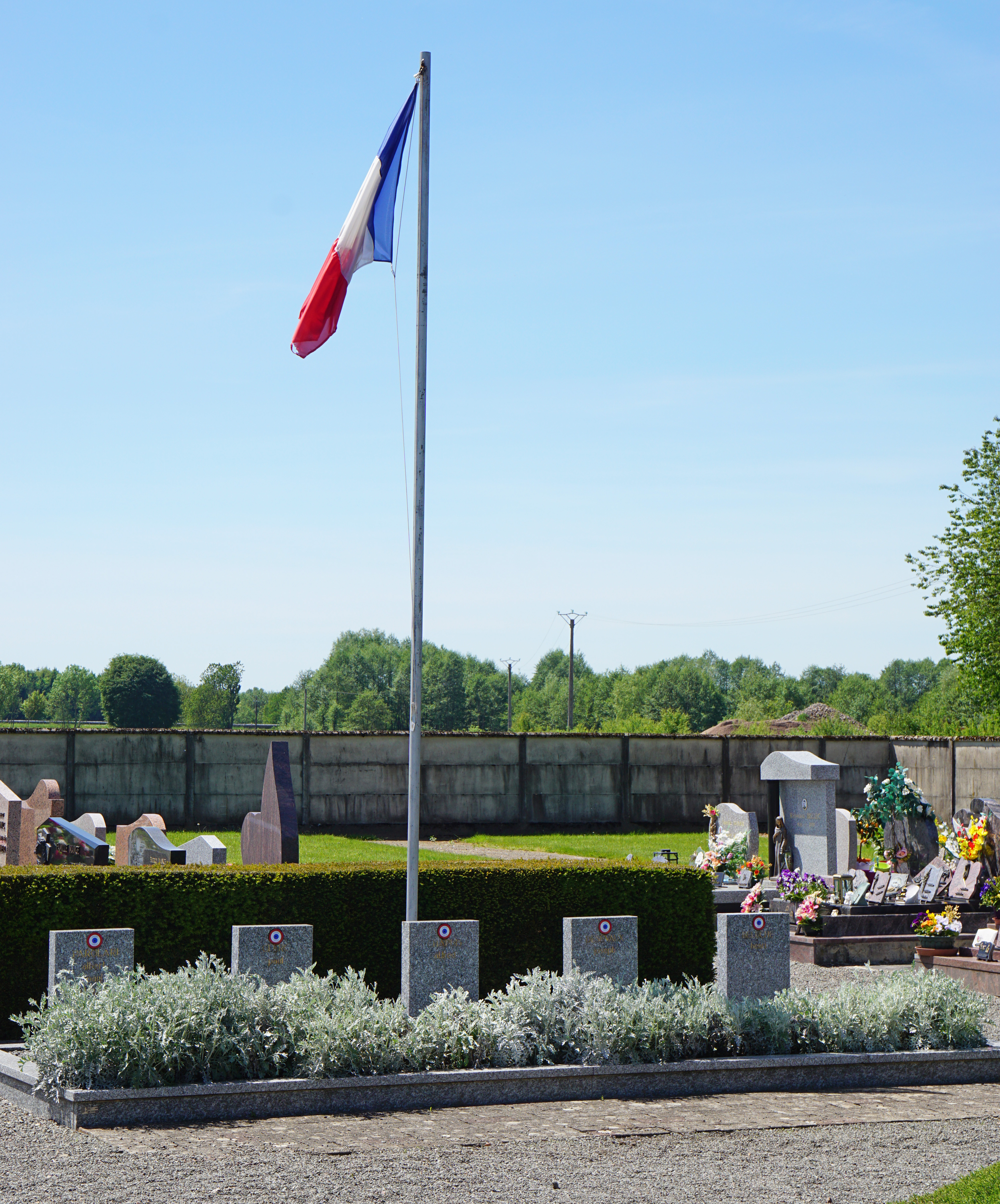
Carré militaire.
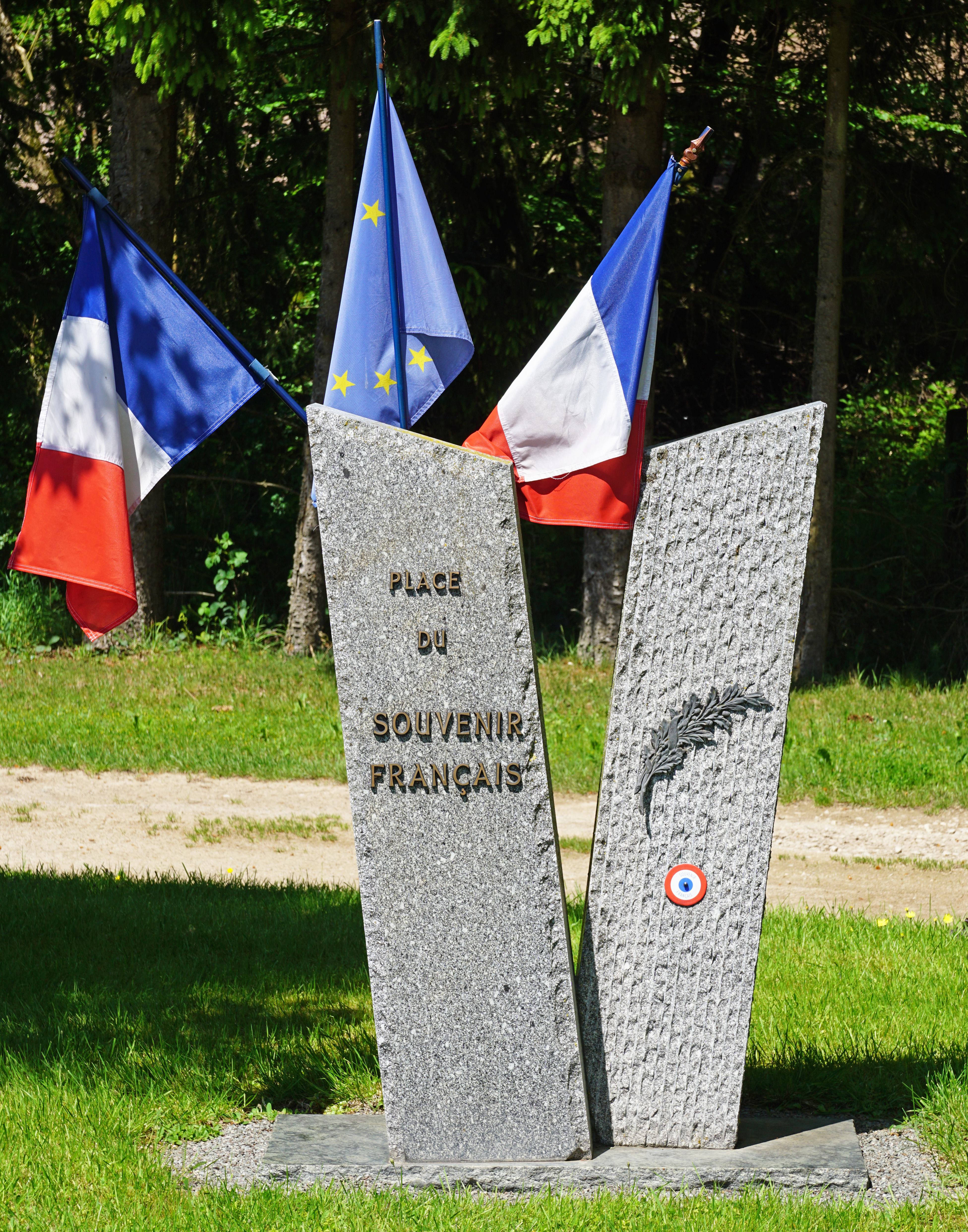
Stèle de la place du souvenir.
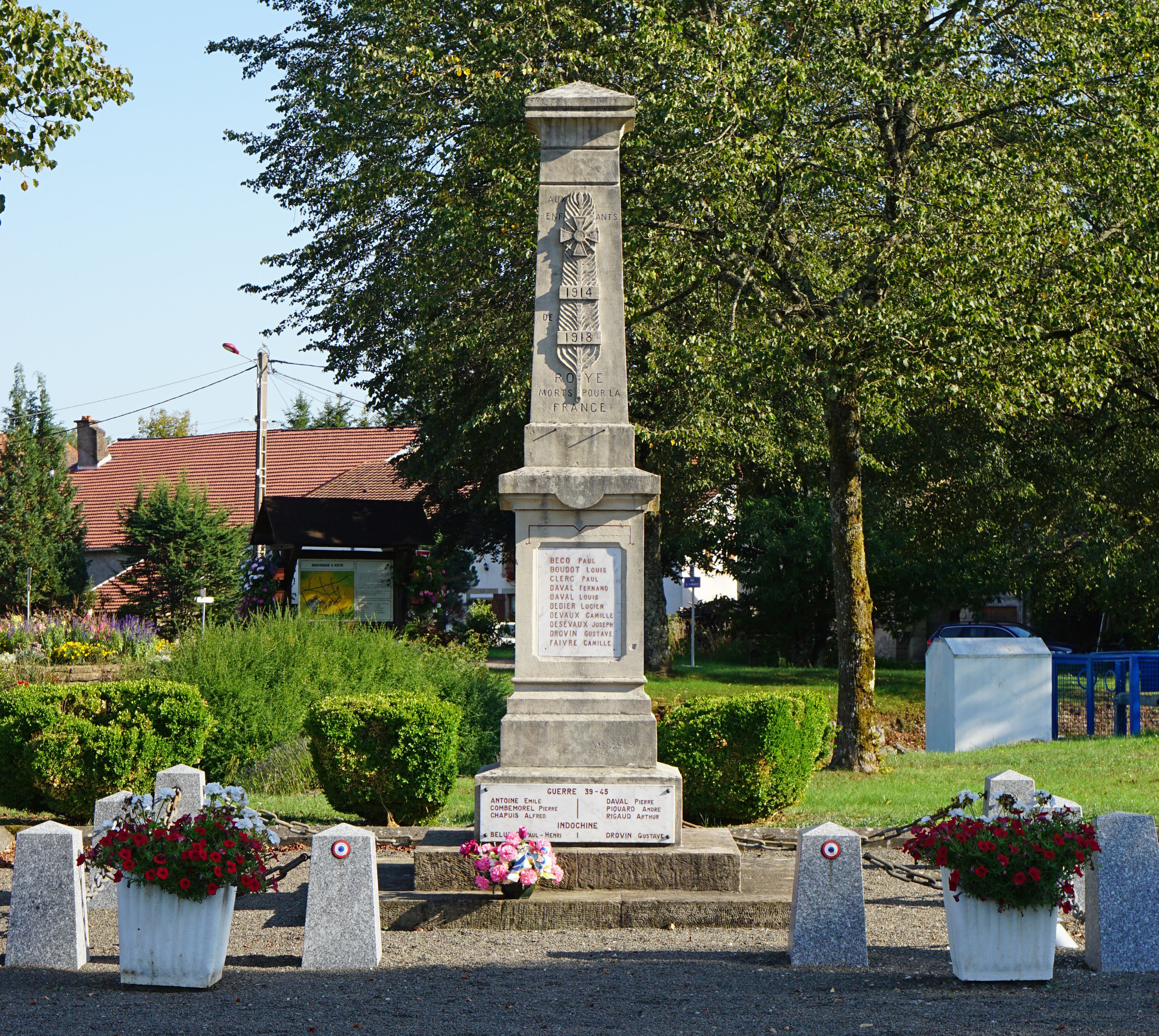
Le monument aux morts.
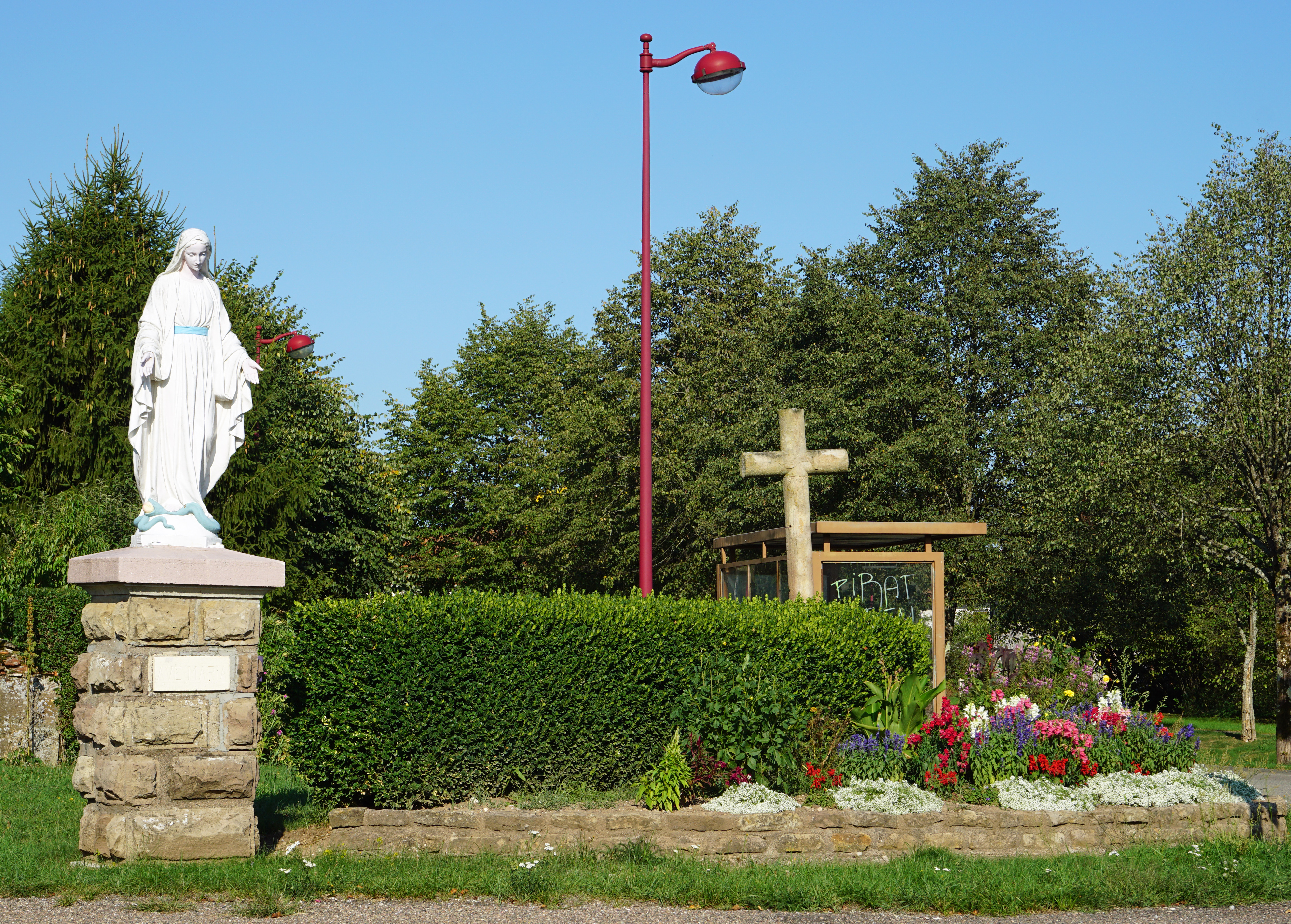
Statue de la Vierge, calvaire et fleurissement.
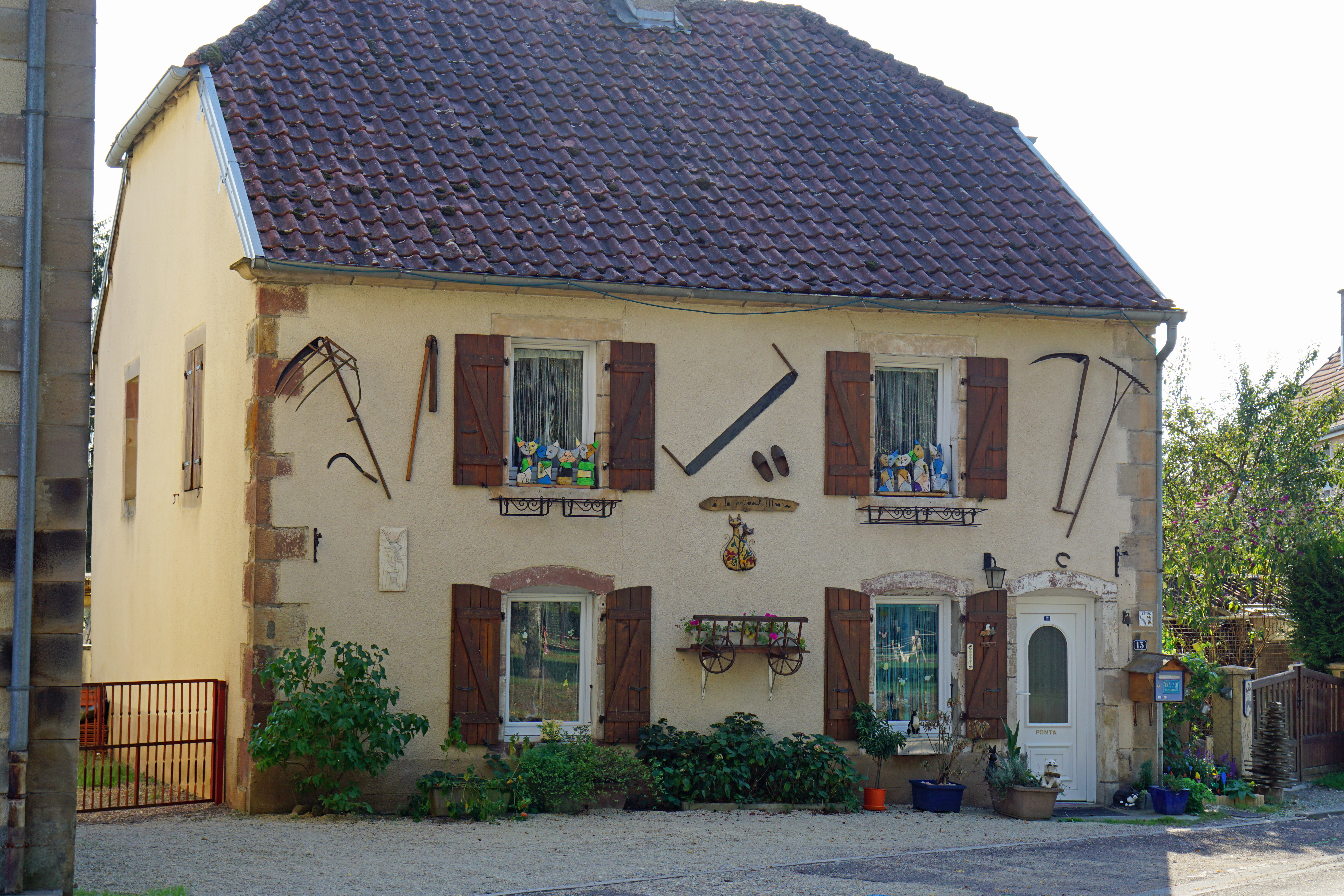
Une veille maison du centre, décorée.
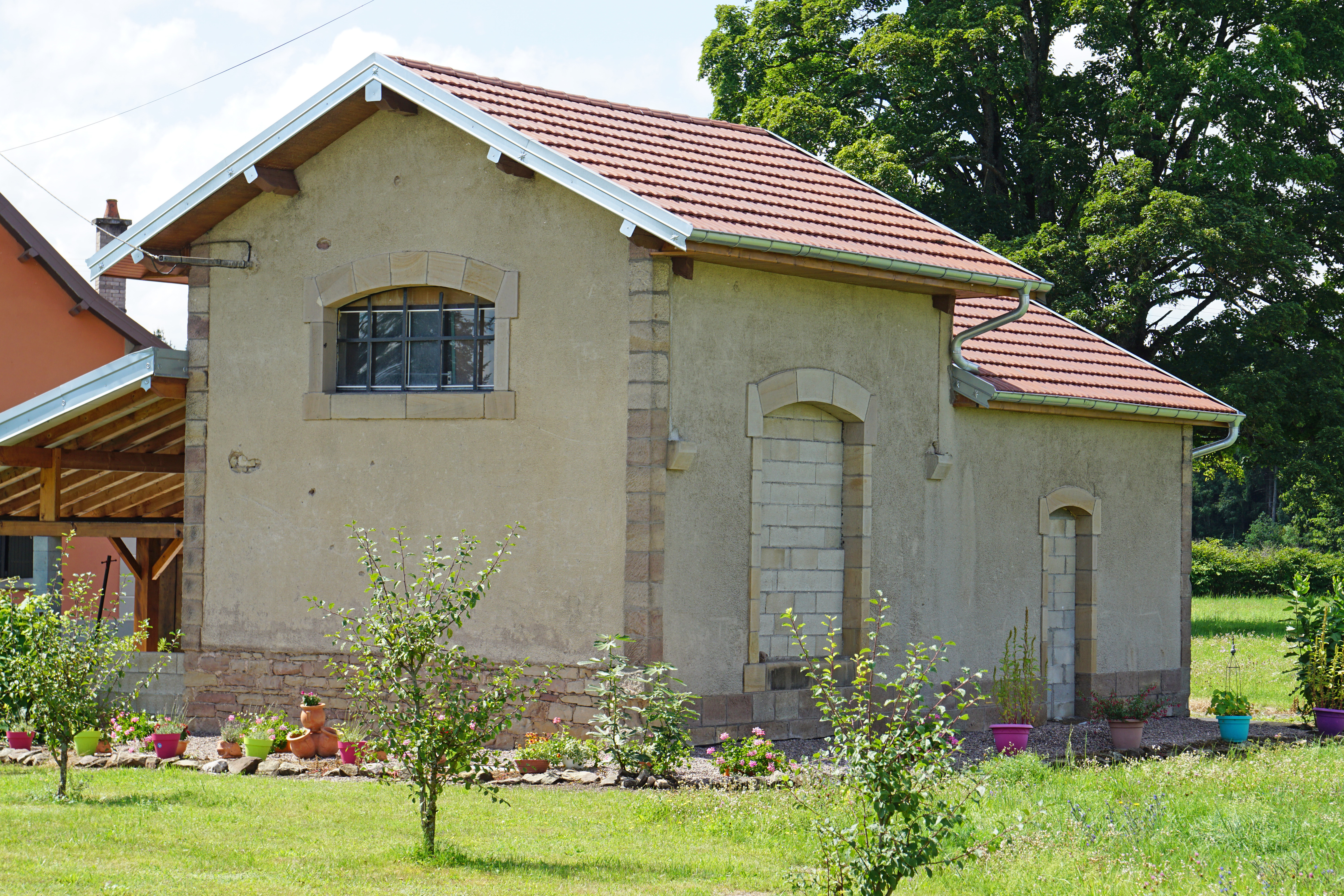
L'ancienne gare.
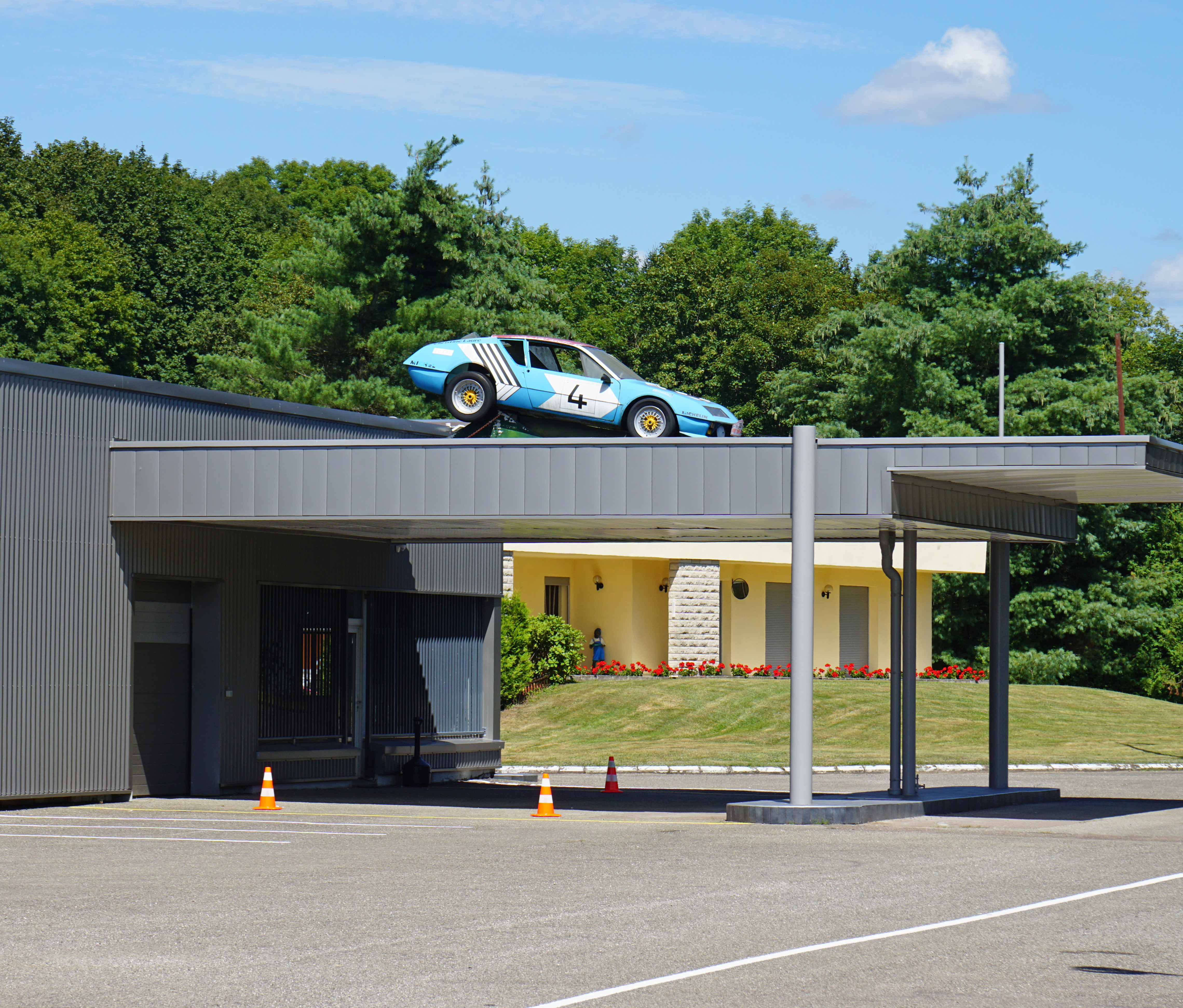
Une Alpine A310 sur l'ancien garage Jacques Henry.

### Personnalité liée à la commune
- Jacques Henry (1942-2016) – Mort à Roye, pilote de rallye automobile, possédait un garage sur la commune[55].

### Héraldique
|  | Les armes de Roye se blasonnent ainsi: d'azur à deux fasces d'or; à la pile du même chargée en chef d'un flanchis ancré d'azur, brochant sur le tout Sa devise est : Ne dévie point . |